# Orust
Orust – czwarta co do wielkości wyspa Szwecji, zajmująca powierzchnię 346 km². Położona jest na zachodnim wybrzeżu kraju, w regionie Västra Götaland. Wraz z otaczającymi ją mniejszymi wyspami należy do gminy Orust.
Nazwa Orust pochodzi prawdopodobnie od staronordyjskiego wyrazu urð oznaczającego ”skalisty teren”.